# Reichsbank (Leipzig)

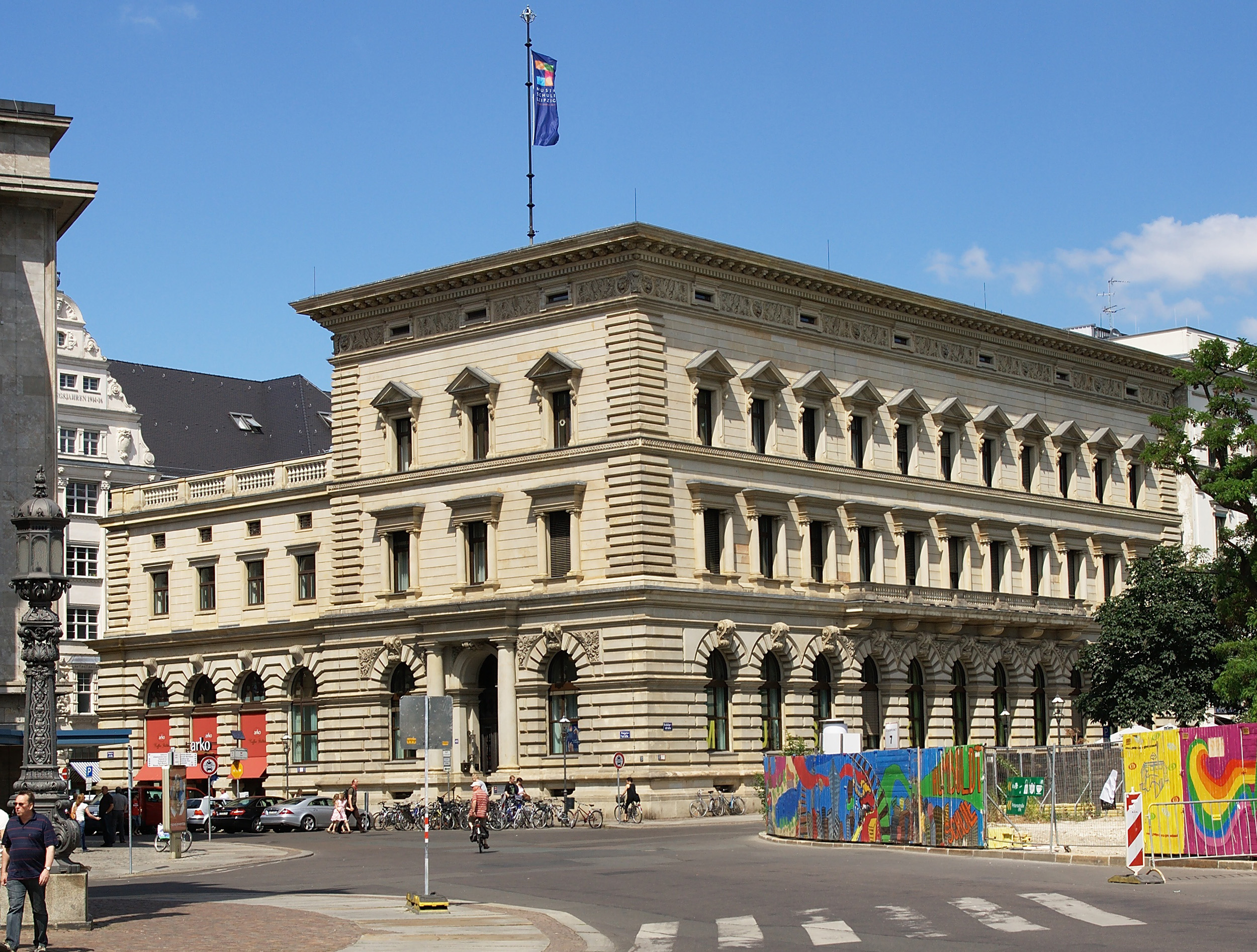
Musikschule Johann Sebastian Bach (2010), ehemals Reichsbank-Hauptstelle

Das Gebäude der ehemaligen Reichsbank-Hauptstelle in der Petersstraße 43 in Leipzig wurde für die Leipziger Filiale der Zentralnotenbank des Deutschen Reiches errichtet, die ihren Sitz in Berlin hatte. Nach Nutzung durch weitere Geldinstitute ist das Haus seit 1999 die Heimstatt der Musikschule Leipzig „Johann Sebastian Bach“. Das Gebäude steht unter Denkmalschutz.

## Architektur
Das Hauptgebäude ist ein dreistöckiger Bau im Stil der Neorenaissance. Er besitzt an seiner zur Schillerstraße gerichteten Längsseite elf Fensterachsen, an der Schmalseite zur Petersstraße drei. Das Erdgeschoss weist reich verzierte Rundbogenfenster auf. Die Fenster im ersten Stock sind säulengerahmt mit waagerechtem Sturz. Vor den mittleren fünf Fenstern ist ein kleiner Balkon mit einer Balustrade angedeutet. Die Fenster der zweiten Etage haben am Sturz eine giebelartige Verzierung. Unter dem auskragenden Dachgesims erstreckt sich ein Akanthusfries mit Löwenköpfen, von kleinen waagerechten Fenstern unterbrochen.
Die Fassade des benachbarten zweistöckigen Ladenanbaus ist der des Hauptgebäudes angepasst, aber schlichter gehalten. Hinter diesem befindet sich eine von der Straße Peterskirchhof zugängige Hoffläche mit einem Nebengebäude.

## Geschichte

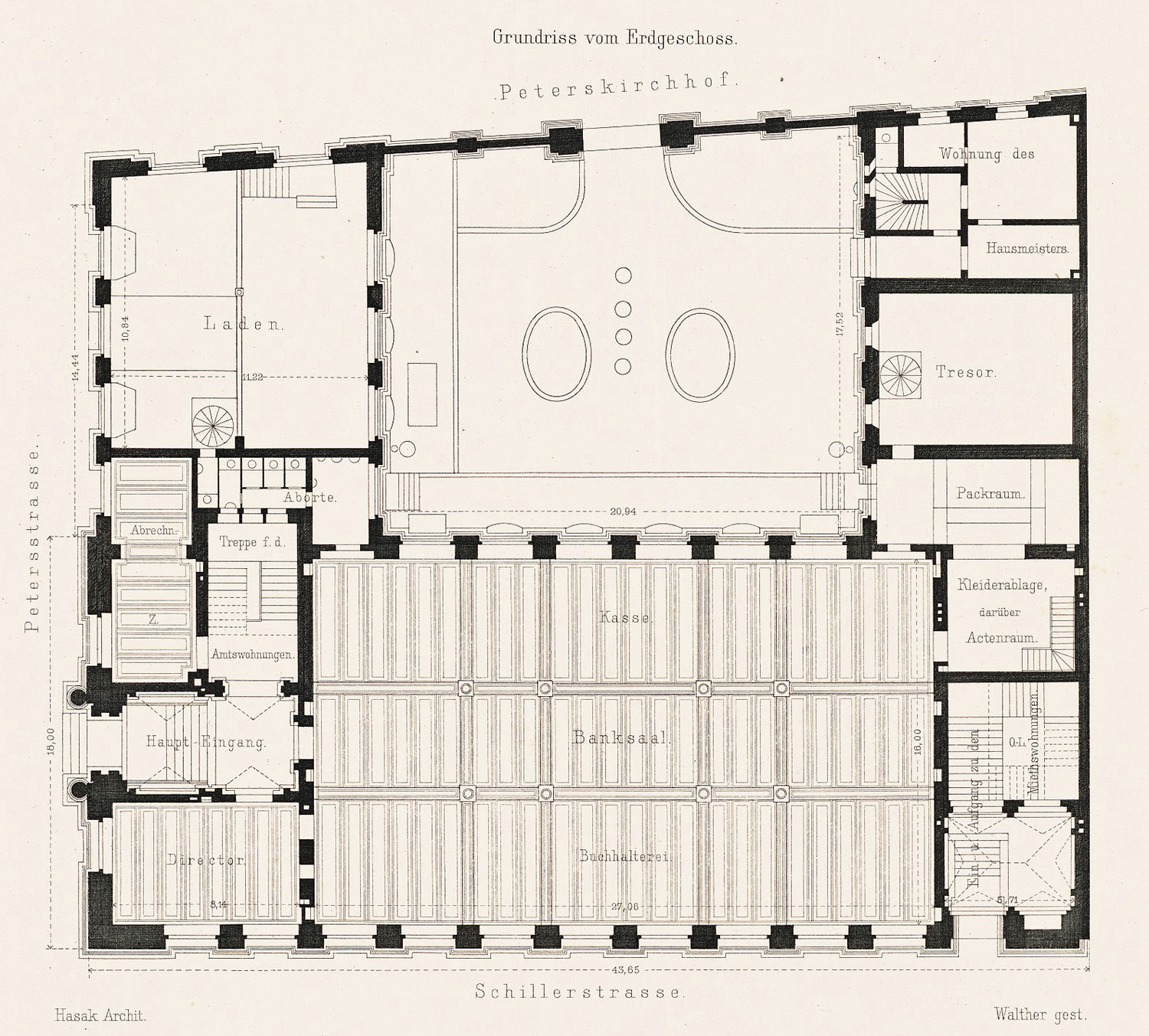
Der Grundriss zur Entstehungszeit

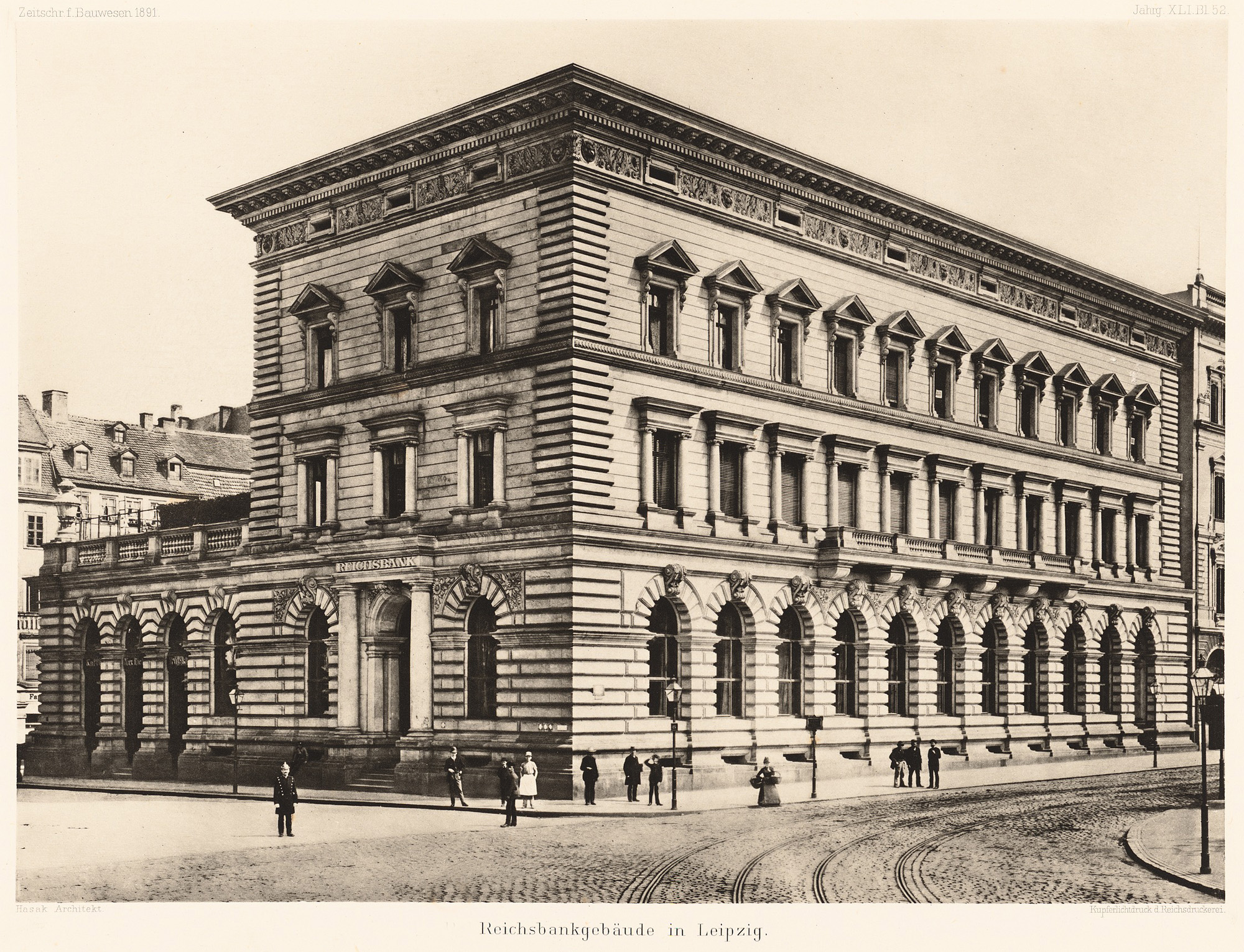
Reichsbank-Hauptstelle um 1890

Bis 1885 stand an der Stelle der Reichsbank die Alte Peterskirche. Wegen der starken Zunahme der Stadtbevölkerung war von 1882 bis 1885 am Schletterplatz die Neue Peterskirche errichtet worden, die am 27. Dezember 1885 geweiht wurde. Am 2. Januar 1886 begann der Abriss der alten Kirche und nach diesem sofort der Bau des Reichsbankgebäudes nach Plänen des Berliner Architekten Max Hasak (1856–1934). Bereits 1887 war das Gebäude fertiggestellt.
Obwohl das Hauptgebäude längs der Schillerstraße für die Zwecke der Reichsbank ausgereicht hätte, wurde neben der Schmalseite zur Petersstraße ein im Baustil angepasstes einstöckiges Ladenlokal errichtet, sowie dahinter der Hofbereich und ein weiteres Nebengebäude, denn die Stadt hatte dem Verkauf des Grundstücks nur unter der Bedingung zugestimmt, dass das gesamte Grundstück bebaut wird.
Das Hauptgebäude hatte im Erdgeschoss die Funktionseinheiten mit dem Publikumsbereich (Banksaal) in der Mitte, den Kassenschaltern links und der Buchhaltung rechts. In den oberen Etagen waren vier Wohnungen untergebracht, zwei für den Vorstand und zwei mit separatem Eingang von der Schillerstraße zum Vermieten. Im hinteren Nebengebäude befand sich der Tresorraum. Dieser besaß zwei etwa drei Meter hohe Etagen. Seine Wände, Decke und Fußboden waren aus Klinkermauerwerk mit Zementmörtel und 64 cm stark. In die Wand zum Nachbargrundstück waren noch Flacheisen in die Fugen eingelegt. Fenster und Türen waren durch Gitter bzw. Geldschranktüren gesichert. Nebenan war die Wohnung des Hausmeisters, in deren Schlafzimmer Schallrohre aus dem Tresorraum führten. Das Geld lagerte in Säcken auf mit feuersicherem Anstrich geschützten Holzregalen.
In dem Ladengeschäft war von Anfang an die Kaffeerösterei „Kaffee-Richter“ beheimatet und entwickelte sich zu einer Leipziger Institution. Auch Arko nennt nach der Übernahme des Geschäfts seine Filiale noch Kaffee Richter. Bereits um 1900 wurde das Ladengeschäft um eine Etage aufgestockt.
Nach kurzzeitiger auf sowjetischen Befehl vollzogener Umwandlung der Reichsbank-Hauptstelle in die Stadtbank Leipzig im Juli 1945 wurde diese ab August von der Sächsischen Landesbank abgewickelt, die in dem Gebäude ihre Leipziger Zweigstelle einrichtete. Ab 1948 übernahm diese die Deutsche Notenbank, die 1968 zur Staatsbank der DDR wurde. Nach der Wende ging das Gebäude über die Treuhandanstalt an die Bundesbank.
1999 zog die Musikschule Leipzig, die seit 1996 ein Eigenbetrieb der Stadt ist, als Mieter in das ehemalige Bankgebäude. Vor dem Einzug ließ die Bundesbank das Gebäude für den neuen Zweck umbauen. 2007 kaufte die Stadt Leipzig das Gebäude von der Bundesbank und sicherte damit langfristig die Unterbringung der Musikschule.